# Фрідріх Вільгельм (герцог Брауншвейг-Вольфенбюттеля)
Фрідріх Вільгельм (нім. Friedrich Wilhelm von Braunschweig; 9 жовтня 1771 — 16 червня 1815) — герцог Брауншвейг-Вольфенбюттеля в 1814–1815 роках, прусський військовий діяч, учасник Наполеонівських війн. Мав прізвисько Чорний Герцог.

## Життєпис

### Військова діяльність
Походив з династії Вельфів, гілки Брауншвейг-Беверн (відгалуження Молодшого Брауншвейзького дому). Молодший син принца Карла Вільгельма Фердінанда та Августи Ганноверської. Народився 1771 року в м. Вольфенбюттель. Отримав початкову домашню освіту. 1780 року його батько стає герцогом Брауншвейг-Вольфенбюттеля. Продовжив військову освіту, проте його загальна освіта залишилася доволі обмеженою.
У 1789 році вступив до прусської армії, став капітаном піхотного полку і брав участь у війні першої коаліції проти Франції у 1792—1793 роках. У 1800 році він став командиром полку Старопрусського піхотного полку № 12. У липні 1801 року отримує звання генерал-майора. 1802 року пошлюбив представницю Баденського дому.
1805 року внаслідок смерті родича Фрідріха Августа успадкував герцогство Ельс в Силезії. 1806 року під час смертельного поранення батька у битві під Ауерштедтом Фрідріх Вільгельм перебував у складі корпуса герцога Карла Августа Саксен-Веймар-Ейзенаха поблизу Ільменау. Помираючий батько призначив Фрідріха Вільгельма спадкоємцем. Невдовзі помирає старший брат Карл Георг Август. 8 листопада в битві під Любеком зазнав поразки Ґебгард-Леберехт фон Блюхер, який звинуватив Фрідріха Вільгельма в своїй невдачі. Вони здалися французьким військам в Ратенау. 10 листопада помирає батько. Втім Наполеон I конфіскував герцогство Брауншвейг-Вольфенбюттель, територію якого приєднав до Вестфальського королівства. Номінально Фрідріх Вільгельм вважався герцогом, але Тильзитський мир 1807 року підтвердив ліквідацію Брауншвейг-Вольфенбюттеля.
В результаті став одним із найзапекліших і послідовних противників Наполеона I. Спочатку перебрався до Ельсу, але у 1807 році внаслідок адміністративної реформи в Пруссії його герцогство втратило самостійний статус. 1808 року невдовзі після невдалих пологів помирає його дружина. У 1809 році, заклавши у борг володіння Ельс і Бернштадт, Фрідріх Вільгельм сформував невеликий загін (2300 вояків), який отримав найменування Брауншвейзького «чорного корпусу» (солдати носили чорну форму, а емблемою корпусу була «мертва голова»), з якого потім виросли найвідоміші полки прусської армії.
З початком нової війни Австрії проти Франції рушив до Відня, де з ерцгерцогом Карлом Тешенським уклав конвенцію, яка регулювала завдання, чисельність, уніформу, стандарт, мінімальну чисельність і оклад Брауншвейзького корпусу. 21 травня 1809 року вдерся до Саксонії, намагаючись спровокувати там повстання. Спочатку розбив війська генерала Жана-Андоша Жюно в битві при Бернека, а в битві біля Праени змусив відступити вестфальського короля Жерома Бонапарта. Відмовився визнати Цноймське перемир'я, укладене Австрією, з 25 липня до 5 серпня здійснив у складних умовах похід із Цвіккау до Везера, розсіявши на шляху дрібні французькі загони, взяв Гальберштадт і після недовго перебування у Брауншвейзі розгромив ветсфальський загін у 5 тис. вояків в битві при Ельпері. Втім не міг тут утриматися, тому рушив через Ганновер, Дельменгорст та Ельсфлет до Брака, де 7 серпня завантажив свій корпус на англійські кораблі та евакуювався до о. Вайт в Великій Британії.
Передав командування корпусом британцям, а сам оселився в Лондоні, де отримував гарну пенсію. Водночас він підтримував зв'язок з прусським королем Фрідріхом Вільгельмом III через таємного посланця Августа Нейдхардта фон Гнейзенау. Після значних успіхів військ Шостої коаліції 1813 року повернувся до Німеччини. 22 грудня зайняв Вольфенбюттель та Брауншвейг. 1814 року офіційно визнаний герцогом.
У кампанію 1815 року на чолі свого «чорного корпусу» (бл. 7 тис.) рушив на допомогу британській армії герцога Артура Веллінгтона. 16 червня у битві при Картр-Бра в критичний момент підтримав війська останнього, його дії багато в чому врятували армію від поразки, але герцога було смертельно поранено.

## Родина
Дружина — Марія, донька принца Карла Людвіга Баденського
Діти:
- Карл (1804—1873), герцог Брауншвейзький
- Вільгельм Август Людвіг Максиміліан (1806—1884), герцог Брауншвейзький
- донька (1808)